# Point Roberts

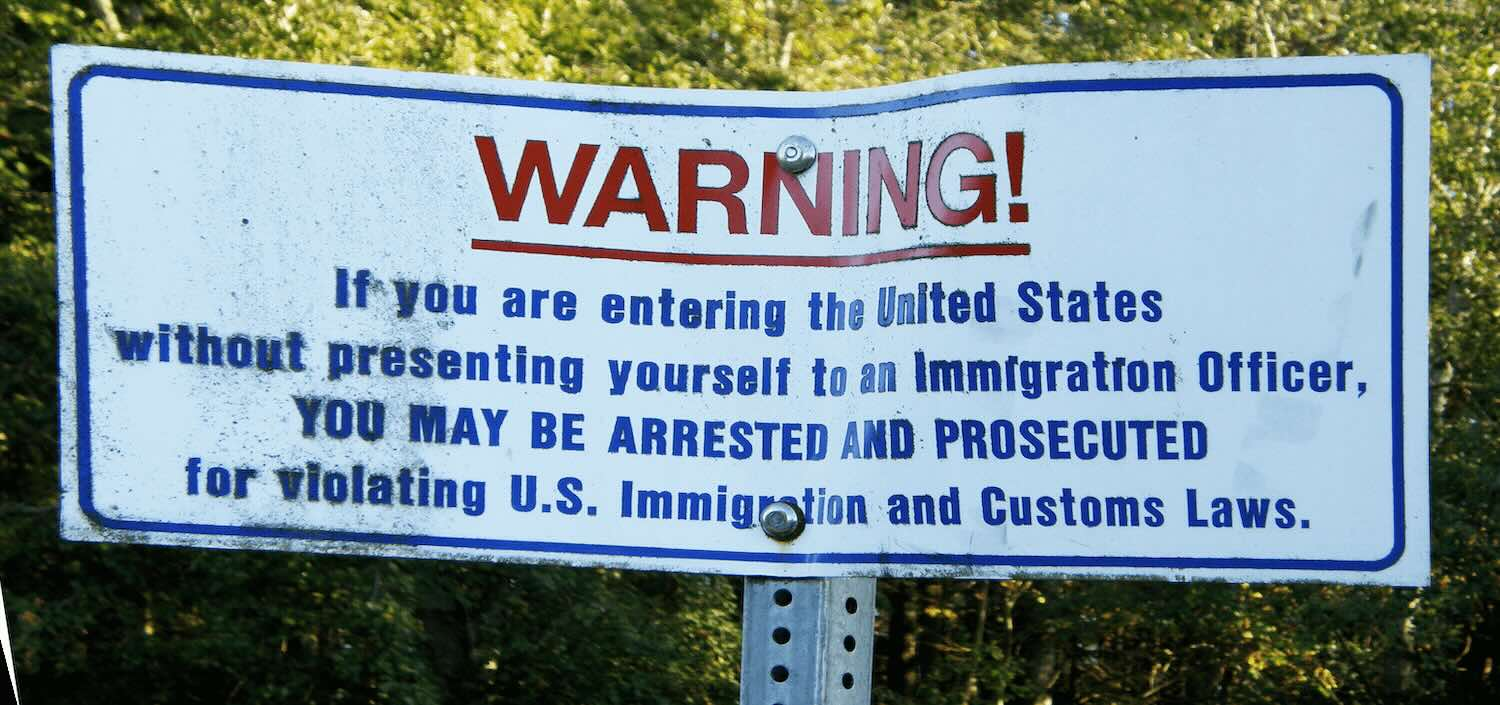
Bord aan de grens met Canada

Point Roberts maakt deel uit van de Verenigde Staten, maar is gelegen op de zuidpunt van het schiereiland Tsawwassen dat, ten noorden van de 49e breedtegraad, deel uitmaakt van de Canadese provincie Brits-Columbia. Point Roberts, door inwoners 'The Point' genoemd', is een gemeentevrij gebied dat deel uitmaakt van de staat Washington. Deze Amerikaanse exclave ligt 35 km ten zuiden van de binnenstad van Vancouver en kan vanuit de staat Washington per auto bereikt worden via Canadees grondgebied. Point Roberts heeft een klein vliegveld en een jachthaven, waardoor het mogelijk is Point Roberts direct te bereiken.
Point Roberts is in 1846 ontstaan toen de 49ste breedtegraad werd vastgesteld als grens tussen de Canadese provincies Brits-Columbia, Alberta, Saskatchewan en Manitoba, en de Amerikaanse staten Washington, Idaho, Montana, North Dakota en Minnesota. De Northwest Angle en Elm Point in de staat Minnesota zijn twee andere exclaves die zijn ontstaan door deze grensvaststelling.
Point Roberts is een typisch Amerikaans plaatsje, dat op een bijzondere geografische locatie ligt. Er is ėėn basisschool, waar echter maar vier leerjaren worden aangeboden (kindergarten tot third grade, leeftijd van ongeveer 5 tot 9 jaar). Vanaf fourth grade (leeftijd 9-10 jaar) gaan kinderen met de Amerikaanse nationaliteit naar school in het 40 minuten verder gelegen Blaine, waarbij per rit twee keer de Amerikaans-Canadese grens gepasseerd moet worden. Kinderen met de Canadese nationaliteit kunnen naar school in Delta. De winkels en voorzieningen in Point Roberts zijn vooral gericht op toeristen en dagjesmensen uit de omgeving van Vancouver.